# Front de Harzburg

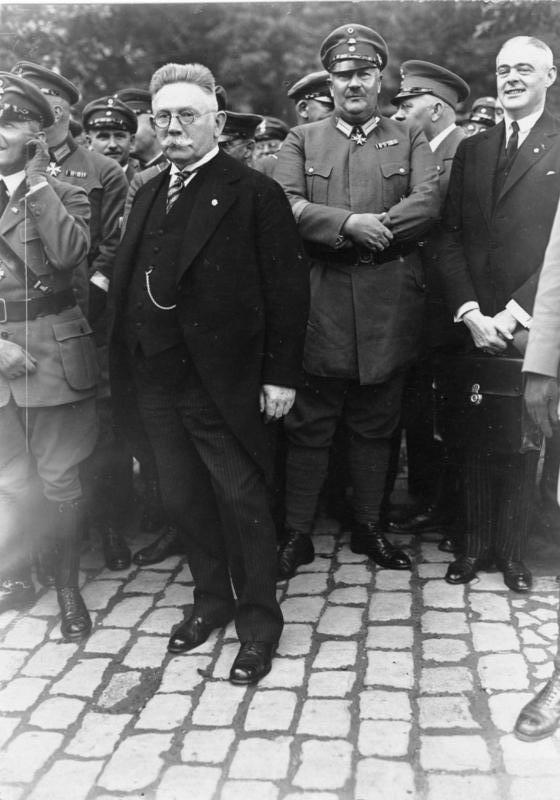
Alfred Hugenberg et Eitel-Frédéric de Prusse à Bad Harzburg le 10 octobre 1931.

Le front de Harzburg (en allemand : Harzburger Front) était une brève alliance politique d'extrême droite,,, et de droite formée en 1931 sous la république de Weimar afin d'unifier l'opposition au gouvernement du chancelier Heinrich Brüning. Cette coalition comprenait notamment le Parti national du peuple allemand (DNVP), de l'homme d'affaires millionnaire Alfred Hugenberg, le Parti national-socialiste des travailleurs allemands (NSDAP) d'Adolf Hitler, les paramilitaires du Stahlhelm, Bund der Frontsoldaten, la Ligue agricole (Landbund) ainsi que la ligue pangermaniste (Alldeutscher Verband).

## Histoire

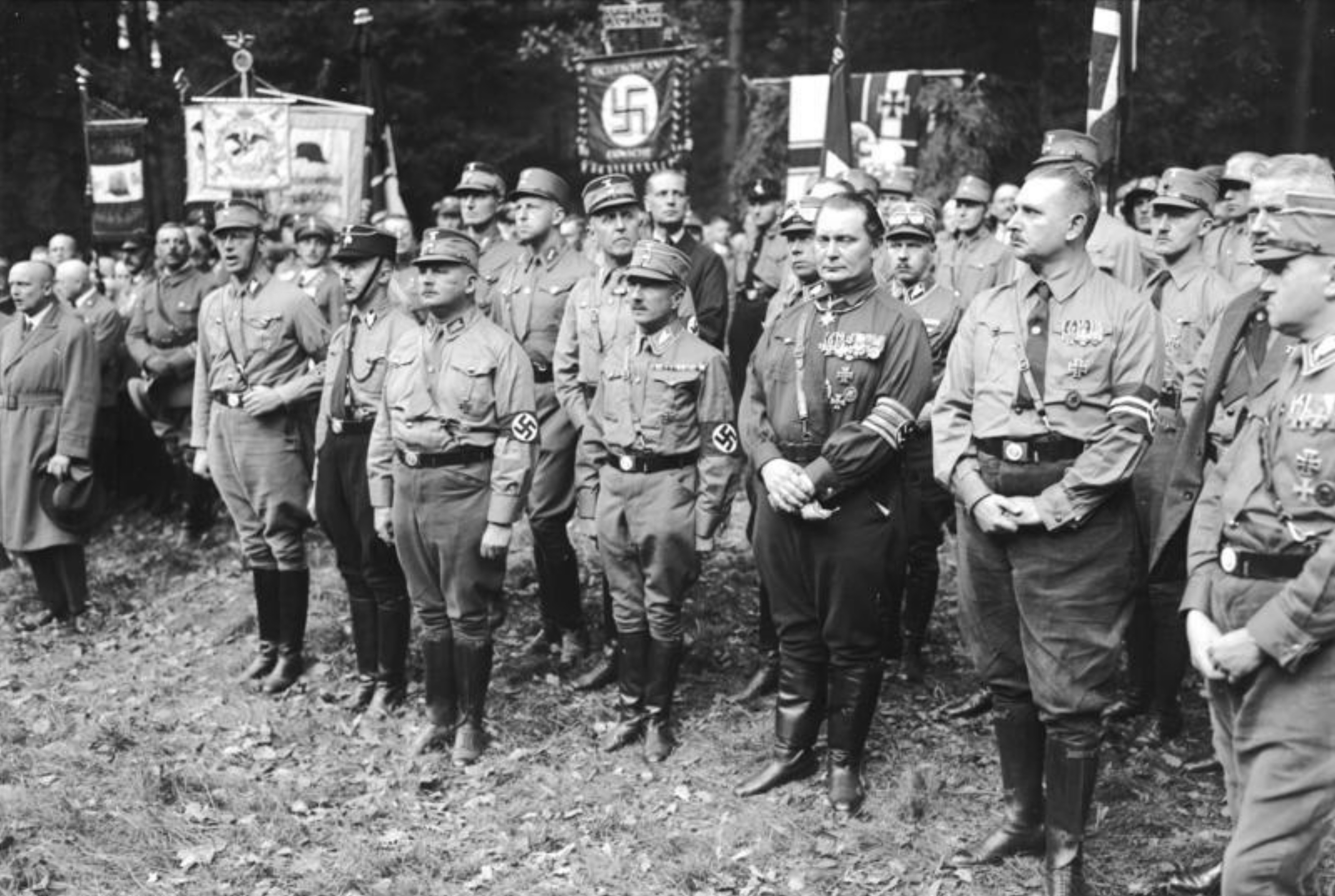
Délégation du NSDAP à Bad Harzburg. Heinrich Himmler, Hermann Göring et Ernst Röhm (fondateur des SA) sont visibles au premier plan.

L'alliance est formée le 11 octobre 1931 à l'occasion d'une convention de représentants des partis d'opposition dans la ville de Bad Harzburg (d'où son nom) dans l'État libre de Brunswick, où le nazi Dietrich Klagges venait d'être élu ministre d'État de l'Intérieur.
En choisissant le Brunswick, les organisateurs souhaitaient éviter une procédure d'approbation rigide de la part du gouvernement social-démocrate de Prusse ainsi que les éventuelles manifestations communistes. Plusieurs communistes locaux ont néanmoins été arrêtés étant accusés de sédition et de compromettre la sécurité publique.
Le Front de Harzburg ne sera jamais une opposition unie de droite contre la république de Weimar (hormis leur hostilité vis-à-vis du Plan Young du traité de Versailles), et ce en raison de l'intransigeance des nazis et des différences idéologiques entre les partis.

## Réactions
La création du front de Harzburg conduit le Parti social-démocrate (SPD) et les syndicats libres à fonder le « Front de fer » (Eiserne Front), une organisation paramilitaire anti-nazie, anti-monarchiste et anti-communiste le 16 décembre 1931.
Lors des élections législatives de mars 1933, le DNVP, la ligue agricole et les Stahlhelm, Bund der Frontsoldaten fusionnent après l'échec du front de Harzburg pour former le Kampffront Schwarz-Weiß-Rot (nommé d'après les couleurs de l'Empire allemand). Après l'arrivée au pouvoir des nazis, ces partis sont dissous dans le cadre du Gleichschaltung.